# وفاة مايليس دي أروجو

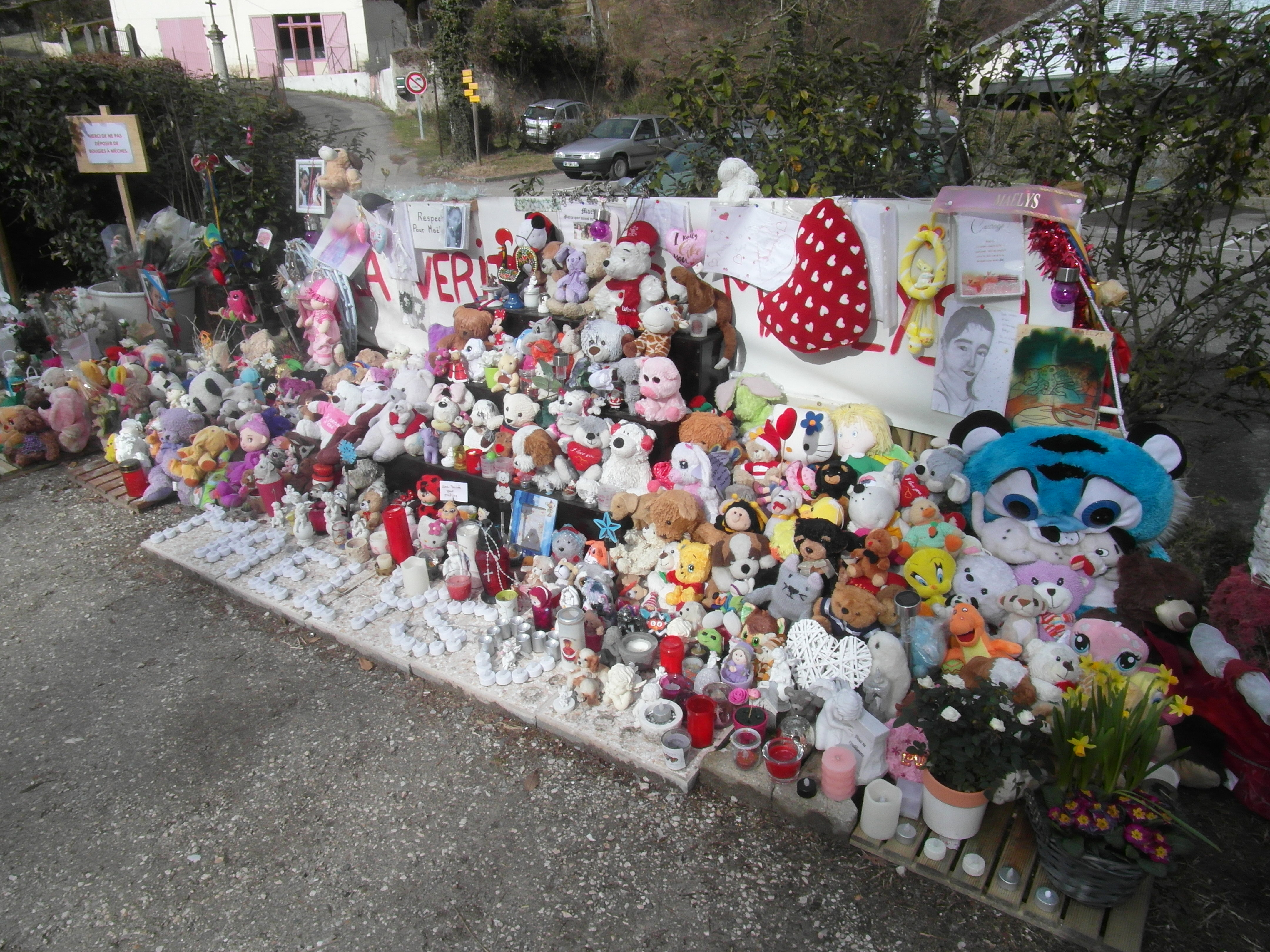

ولدت مايليس دي أروجو في الخامس من نوفمبر 2008، وتوفيت في السابع عشر من أغسطس 2017. هي طفلة فرنسية تمت مشاهدتها على قيد الحياة لآخر مرة في الصباح الباكر من يوم السابع والعشرين من أغسطس 2017 في زفاف في منطقة شامبيري بجنوب شرق فرنسا. تم إيجاد رفاتها في الرابع عشر من فبراير 2018 عندما اعترف نوردال ليلانديس بقتلها وقاد المحققين إلى المنطقة التي تخلص من جثتها فيها.